# Императорский павильон (станция)
Импера́торский (Ца́рский) павильо́н — неиспользуемое здание железнодорожного вокзала в узле веток Петербурго-Варшавской железной дороги и Императорской ветки. Павильон находится в городе Пушкин.

## История

### Первый вокзал
Для приёма императорских поездов Петербурго-Варшавской железной дороги, идущих в Царское Село, в 1895 году началось строительство Царского павильона. Проект, утверждённый 30 июня 1895 года, включал в себя деревянный вокзал и крытую платформу длиной 100 саженей (213,4 м) и шириной 4 сажени (8,5 м). Павильон имел 4 помещения: проход (вестибюль) — 7,00 кв. саженей (31,9 м²); императорский зал — 12,25 кв. саж. (55,8 м²); уборная — 3,38 кв. саж. (15,4 м²); туалет — 1.76 кв. саж. (8,0 м²). Общая площадь здания составила 24,4 кв. саж. (111 м²).
9 августа 1896 г. утвердили проект пристройки к Царскому павильону. Здание павильона стало симметричным — появились свитская комната площадью 11,2 кв. саж. (51 м²); телеграф с тамбуром — 4,32 кв. саж. (19,67 м²); уборная — 1,84 кв. саж. (8,36 м²). Общая площадь павильона возросла до 41,7 кв. саж. (190 м²).
Движение по Императорской ветке, построенной Московско-Виндаво-Рыбинской железной дорогой и начинавшейся у Императорского павильона Царскосельского (Витебского) вокзала, было открыто в 1902 году. По ней в Царское Село отправлялись члены императорской фамилии и представители иностранных держав.
В 1903 году станция Царский Павильон, расположенная в Царском Селе, получила дальнейшее развитие.

### Второй вокзал
25 января 1911 года деревянный вокзал полностью сгорел, уцелела лишь платформа и часть навеса. На месте сгоревшего павильона по проекту архитектора В. А. Покровского и при участии выпускника Академии художеств М. И. Курилко, работавшего по приглашению мастерской «Наследники П. П. Пашкова», в 1912 году возведено новое здание, от которого по территории Фермского парка была проложена шоссейная дорога к Александровскому дворцу. На плановое и конструктивное решение нового Императорского павильона в Царском Селе оказал влияние Императорский павильон Царскосельского (Витебского) вокзала Московско-Виндаво-Рыбинской железной дороги в Санкт-Петербурге. Парадная часть здания включала три зала: в центре находился квадратный вестибюль с парадным крыльцом, залы по сторонам вестибюля предназначались для императора и его свиты: с южной стороны находился Царский зал, с северной — Свитский зал. Металлический дебаркадер над перронами и путями, примыкавший к восточному фасаду вокзала, служил для приёма поездов. К главному входу был пристроен пологий пандус, а под своды арочного проёма парадного крыльца заезжала карета или автомобиль.
Росписи в залах выполнены в темперно-клеевой технике по штукатурке. Полихромная орнаментальная живопись — это стилизованное заимствование элементов живописного декора оформления интерьеров дворца Алексея Михайловича в Коломенском. Уникальная живопись, частично сохранившаяся до нашего времени, является неотъемлемой частью авторского решения В. А. Покровского.
В период Первой мировой войны 1914—1917 годов Императорский (царский) павильон служил для доставки раненых в развёрнутый в Феодоровском городке госпиталь.

### Архитектура
Стиль архитектуры Императорского павильона (асимметрия, оформление окон, кровля «в шашку» с крутыми скатами, шатровое крыльцо) роднит его с постройками Феодоровского городка, Ратной палаты и казармами Собственного Его Императорского Величества Конвоя. Все вместе они образовали архитектурный ансамбль, в котором широко использовались мотивы древнерусского зодчества.
Основу здания составляет прямоугольный в плане павильон с парадным крыльцом на четырёх опорных столбах и с открытыми арками. К крыльцу были сделаны пологие пандусы, позволявшие автомобилям и каретам подъезжать прямо под своды. Переход от кубического объёма крыльца к двенадцатигранному шатру с золочёным шатром и гербом создавали два ряда килевидных кокошников, расположенных «вперебежку».
Здание украшено рельефными белокаменными двуглавыми орлами над арками и на фасадных стенах, у порталов сделана орнаментальная резьба, на наружных углах крыльца сделаны фигурные колонки. Окна павильона оформлены сложными рамами, композиционно объединяющими окна по 3-4, согласно внутренней планировке помещений.
С северной стороны к павильону примыкает обширная, но более скромно оформленная служебная пристройка, её стены и конёк кровли ниже.
Снаружи здание было украшено восьмигранными фонарями с шатровыми кровлями, входные двери были облиты железом с орнаментальным узором из пирамидальных шляпок гвоздей.
Роспись выполнена художниками московской мастерской «Наследников П. П. Пашкова» под руководством её совладельца Николая Павловича Пашкова.

### Павильон в советское время
В 1918 году станция была переименована в Павильон Урицкого и использовалась как общежитие работников Путевого ремонта механического завода, созданного на базе императорского железнодорожно-ремонтного депо («Ремпутьмаш»). С шатра над крылом были сняты царские эмблемы, парадные залы были разделены перекрытиями, крыльцо приспособлено под кухню, утрачена мебель, светильники, предметы декоративно-прикладного искусства. В 1970-е годы здание было расселено и с тех пор не используется. Стометровый дебаркадер был окончательно разобран в 1930-х гг. Императорский павильон сильно пострадал в период Великой Отечественной войны.

## Современность

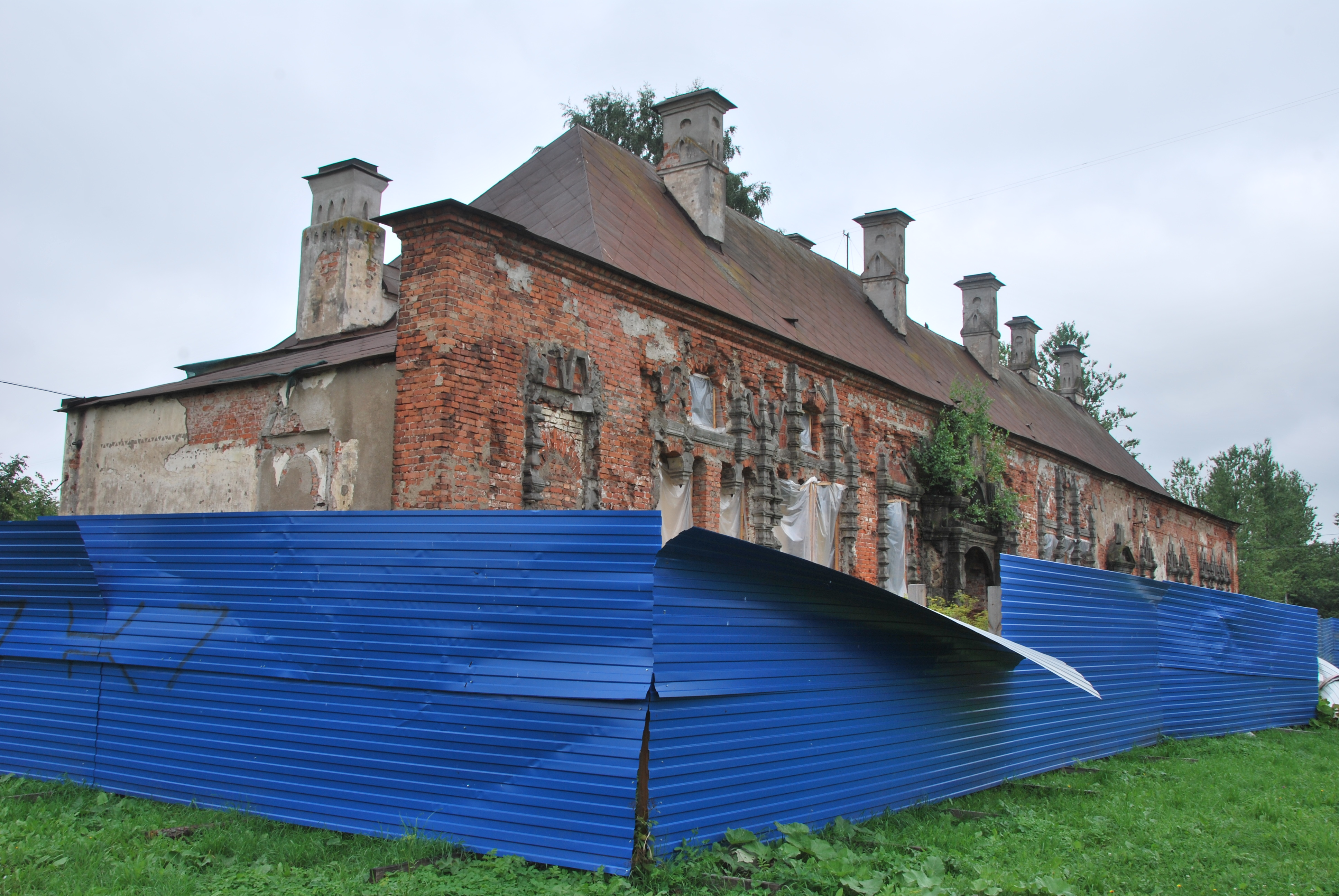
Императорский павильон летом 2011 года

С 1930-х годов здание не ремонтировалось. До настоящего времени сохранился основной объём здания с каменной резьбой на фасаде, а также росписи сводов парадного крыльца и некоторых интерьеров. Шатёр над парадным крыльцом утрачен, под землёй могли сохраниться остатки въездных пандусов.
К 300-летию Царского Села (в 2010 году) декларировалось восстановление павильона, однако бюджетные средства на реставрацию не выделялись.
18 марта 2008 года в Фонде имущества прошли торги по продаже прав на заключение договоров аренды здания павильона, которое именовалось как «Царскосельский вокзал» (г. Пушкин, Академический пр., д. 35б, лит. А). Победителем аукциона стало ООО «Сансара», которое получило здание в аренду за 371 тыс. руб. в год на срок 49 лет. Предполагалось, что после ремонта в здании откроют торговый комплекс или ресторан.
В августе 2023 года власти Петербурга объявили о планах провести реставрацию здания, восстановить вокзал и перрон. По состоянию на 1 января 2024 года в здании проводятся консервационные работы.